# Казе Чири (Савона)
Казе Чири је насеље у Италији у округу Савона, региону Лигурија.
Према процени из 2011. у насељу је живело 241 становника. Насеље се налази на надморској висини од 307 м.